# Teatr Porte-Saint-Martin

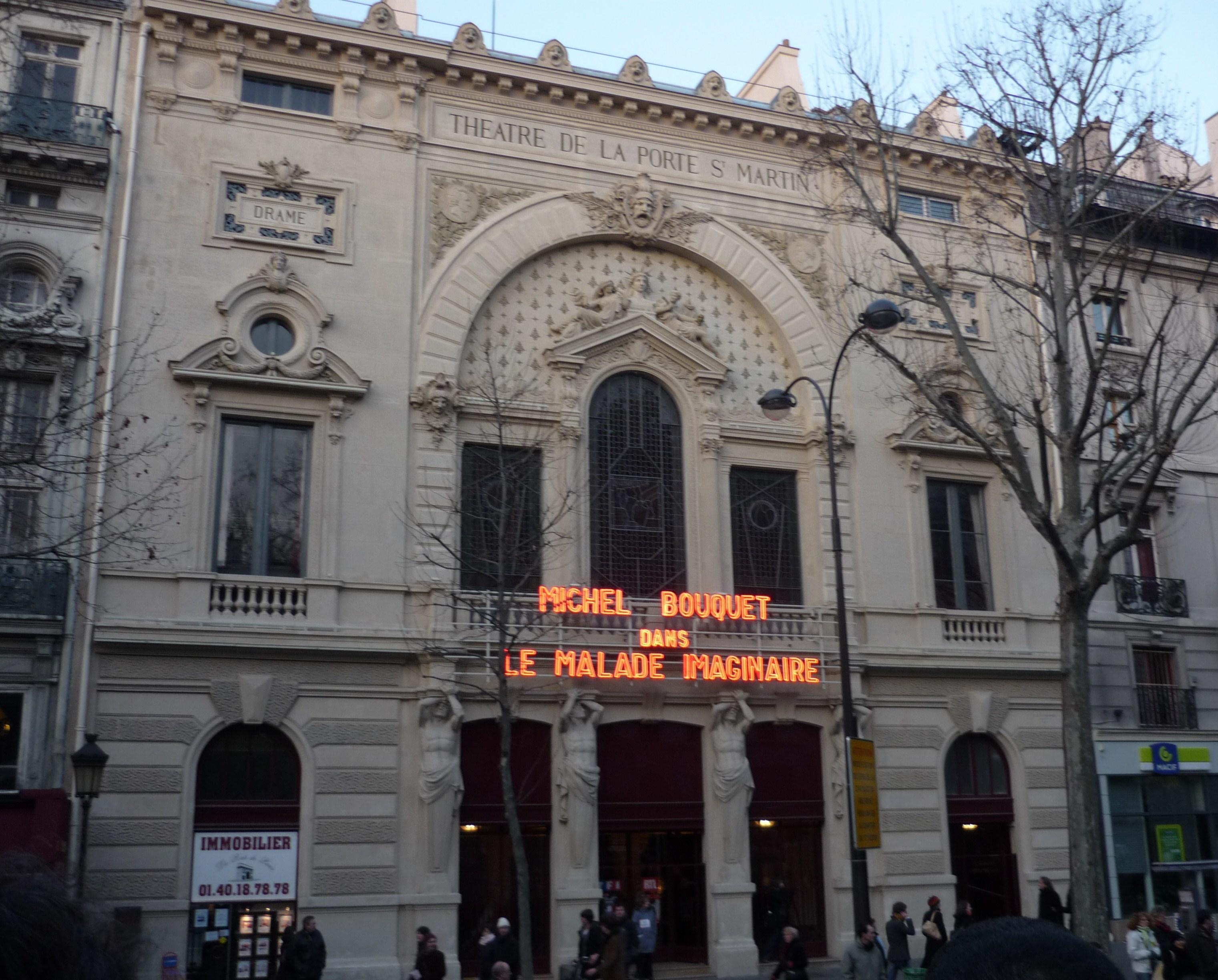
Teatr Porte-Saint-Martin (2009)

Teatr Porte-Saint-Martin (fr. Théâtre de la Porte-Saint-Martin) – sala teatralna przy bulwarze Saint-Martin w 10-tej dzielnicy Paryża, wpisana na listę zabytków od 30 marca 1992 roku.

## Historia teatru
Teatr na 1800 miejsc został wzniesiony w dwa miesiące według planów Nicolasa Lenoira z przeznaczeniem na siedzibę Królewskiej Akademii Muzycznej, która została bez sali po pożarze Palais-Royal. Został otwarty 27 października 1781 roku wystawieniem tragedii lirycznej Adèle de Ponthieu Jean-Paula-André Razinsa de Saint-Marc z muzyką Piccinniego. Kiedy Opera przeniosła się do nowej siedziby 9 thermidora roku II (27 lipca 1794), teatr został zamknięty, a salę przeznaczono na zebrania polityczne. Jako teatr budynek został ponownie otwarty 30 września 1802 roku jako «Théâtre de la Porte-Saint-Martin». Zamknięty dekretem cesarskim z 1807 roku został ponownie otwarty w roku 1810 pod nazwą «salle des Jeux gymniques». Narzucone wówczas teatrowi restrykcje (tylko dwóch aktorów mówiących na scenie, a pozostali milczący) spowodowały odpływ publiczności. Przywilej z 26 grudnia 1814 roku pozwolił na wystawianie w teatrze Porte-Saint-Martin melodramatów, pantomim, komedii muzycznych.
Dzięki zespołowi znakomitych aktorów, takich jak: Frédérick Lemaître, Bocage, Potier, panna George i Marie Dorval, za dyrekcji Crosniera i Harela teatr wystawiał sztuki Casimira Delavigne'a, Alexandre’a Dumasa, Honoré de Balzaca, George Sand, Victoriena Sardou. W Porte-Saint-Martin miały premierę głośne sztuki związane z przewrotem romantycznym w literaturze francuskiej: Marino Faliero (1829), Antony (1831), Wieża Nesle (1832), Richard d'Arlington (1837), dramaty Victora Hugo Marion de Lorme (1831), Marie Tudor i Lucrèce Borgia (1833).
Po bankructwie Harela w 1840 roku bracia Cogniard wystawiali w Porte-Saint-Martin swoje feerie (Les Mille et Une Nuits, La Biche au bois). W 1847 powrócił na stanowisko dyrektora Crosnier, zastąpiony w 1851 roku przez Marca Fourniera, który powrócił do wystawiania wielkich spektakli teatralnych. 8 sierpnia 1862 roku miała, między innymi, miejsce premiera adaptacji Kawalera de Lagardère Paula Févala.
Teatr spłonął 25 maja 1871 podczas Komuny Paryskiej. Został odbudowany na tym samym miejscu przez architekta Oscara de la Chardonnière. Polecił on rzeźbiarzowi Jacques-Hyacinthe’owi Chevalierowi wykonanie nowej dekoracji fasady z figurami wyobrażającymi Tragedię, Dramat i Komedię. Teatr został ponownie otwarty 28 września 1873 roku przedstawieniem Marii Tudor Victora Hugo. Dziesięć lat później ze sceną tego teatru związała się Sarah Bernhardt. 27 grudnia 1897 roku miała tu miejsce premiera Cyrana de Bergerac Edmonda Rostanda.